# Тисадоб
Тисадоб (мађ. Tiszadob) је град у жупанији Саболч-Сатмар-Берег, у региону Северне Велике равнице у источној Мађарској.

## Географија
Покрива површину од 8.260 km2 (3.189 sq mi) и има популацију од 3.341 становника (2015).

## Историја
Тисадоб и околина били су насељени већ пре освајања ових простора од стране Мађара. Приликом ископавања у околини откривени су трагови бронзанодобних и сарматских гробља, а на периферији села пронађени су и трагови Черског јарка и земљаног замка.
Први писани траг о насељу датира из 1220. године, помиње га Орадејски регистар, а затим постоји писани траг из 1336. Дуго је било краљевски посед, а потом посед добског огранка чородице Гуткелед. Краљ Жигмунд га је 1430. поклонио Егерској бискупији.
Међу поседима породице Батори налази се од 1588. Од краја 17. века посед припада Ференцу Ракоцију и његовој сестри, међутим, после неуспелог рата за независност, ово имање је одузето породици Ракоци.
Породице угледног мађарског племства за које се зна да су живеле у Тисадобу у неком тренутку између 1786. и 1895. су: Андраши, Балог, Бата, Добри, Гергеј, Лакатош, Секеш, Тот и Закањи.

## Становништво
Године 2001. 93% становништва насеља се изјаснило као Мађари, 7% Роми.
Током пописа 2011. године, 84,6% становника се изјаснило као Мађари, 0,3% као Бугари, 14,9% као Роми и 0,3% као Румуни (15,1% се није изјаснило; због двојног идентитета, укупан број већи може бити на 100 %). Верска дистрибуција је била следећа: римокатолици 17,3%, реформисани 28,4%, гркокатолици 0,9%, лутерани 0,2%, неденоминациони 28% (24,5% није одговорило).